# Liste der Baudenkmale in Korswandt
In der Liste der Baudenkmale in Korswandt sind alle denkmalgeschützten Bauten der Gemeinde Korswandt (Mecklenburg-Vorpommern) und ihres Ortsteils Ulrichshorst aufgelistet. Grundlage ist die Veröffentlichung der Denkmalliste des Landkreises Ostvorpommern mit dem Stand vom 30. Dezember 1996. 

## Baudenkmale nach Ortsteilen

### Korswandt
| ID | Lage                  | Bezeichnung                                     | Beschreibung | Bild                                            |
| -- | --------------------- | ----------------------------------------------- | --- | ----------------------------------------------- |
|    | Bergstraße 5 (Karte)  | Schule                                          | | Schule                                          |
|    | Bergstraße 6 (Karte)  | Stall                                           | | Stall                                           |
|    | Bergstraße 15 (Karte) | Wohnhaus                                        | | Wohnhaus                                        |
|    | Dorfstraße 6 (Karte)  | Wohnhaus                                        | | Wohnhaus                                        |
|    | Dorfstraße 24 (Karte) | Bauernhof mit Wohnhaus, und Stallscheune        | |                                                 |
|    | Hauptstraße 9 (Karte) | Gasthaus (an der ehemaligen B 110 nach Ahlbeck) | Die Gaststätte wurde 1924 erbaut, sie liegt direkt an der B 110. Sie ist ein Gutshaus, ähnlich dem Stil der Bäderarchitektur. | Gasthaus (an der ehemaligen B 110 nach Ahlbeck) |
|    |                       | Transformatorenhaus                             | |                                                 |

### Ulrichshorst
| ID | Lage                  | Bezeichnung                                      | Beschreibung | Bild |
| -- | --------------------- | ------------------------------------------------ | ------------ | ---- |
|    | Dorfstraße 7 (Karte)  | Bauernhof mit Wohnhaus und Stall                 |              |      |
|    | Dorfstraße 26 (Karte) | Bauernhof mit Wohnhaus, Scheune und zwei Ställen |              |      |
|    | Dorfstraße 62 (Karte) | Schule und Scheune                               |              |      |

## Quelle
- Bericht über die Erstellung der Denkmallisten sowie über die Verwaltungspraxis bei der Benachrichtigung der Eigentümer und Gemeinden sowie über die Handhabung von Änderungswünschen (Stand: Juni 1997; PDF, 934 kB)

- Karte mit allen Koordinaten:
- OSM |
- WikiMap